# Дихотомия «Восток — Запад»
Дихотомия Восток-Запад — понятие в социологии и культурологии, используемое некоторыми авторами для описания различий между восточной и западной цивилизациями.
Данная дихотомия является не географической, а культурной, границы Запада и Востока не являются чёткими и складываются в представлении каждого народа индивидуально. Исторически мусульманские и азиатские народы относят к Востоку, в то время как народы Западной Европы, США и некоторые другие регионов — к Западу.

## Разделение
Границы между цивилизациями проходят не по географическому, а по культурному принципу. Так Австралия традиционно считается страной западной культуры, а большинство мусульманских стран, вне зависимости от их географического положения, принято считать странами Востока. Границу культур особенно трудно провести в регионах культурного разнообразия, особенно в таких как Турция, Азербайджан, Албания, Косово, Македония, Босния и Герцеговина, чьи граждане могут идентифицировать себя частью как восточного, так и западного мира, в зависимости от этнической или религиозной принадлежности. Кроме того, жители разных частей мира воспринимают границы по-разному: например, некоторые западноевропейские и заокеанские исследователи определяют Россию как Восток (хотя большинство считает её «дополнительной частью Запада»), в то время как исламские народы воспринимают Россию и вообще все христианские страны как часть западного мира.
Помимо России и Турции, неоднозначно отнесение Израиля к западному или восточному миру, из-за специфики религиозной принадлежности, развитой экономики, сильной вестернизации, а также участия во многих западных институтах и организациях (UEFA, Евровидение, европейские олимпийские комитеты), из-за конфликтов и геополитической удалённости с пограничными государствами Ближнего Востока.
Высказывается точка зрения, что классическая дихотомия Запад — Восток связана с типом институтов; например, такие восточные страны, как Тайвань и Южная Корея (а также Гонконг и Япония) испытали влияние Запада и стали намного более похожими на Запад, чем материковая часть Китая.
| >$60,000 $50,000 - $60,000 $40,000 - $50,000 $30,000 - $40,000 | $20,000 - $30,000 $10,000 - $20,000 $5,000 - $10,000 $2,500 - $5,000 | $1,000 - $2,500 $500 - $1,000 <$500 Нет данных |

| 89 и выше 80-89 70-79 60-69 50-59 40-49 | 30-39 20-29 10-19 10 и меньше Нет данных |

| Полноценная демократия: 9,01–10 8,01–9 Несовершенная демократия: 7,01–8 6,01–7 | Гибридный режим: 5,01–6 4,01–5 Авторитарный режим: 3,01–4 2,01–3 0–2 | Нет данных |

## История и теория
Thorsten J. Pattberg отмечает, что «отец истории» Геродот был, возможно, первым европейским историком, который намеренно изобразил «Восток» (персов) и «Запад» (греков) как антагонистов. То, что порождение данной дихотомии является плодом именно «западной» (европейской) мысли, отмечал и Энтони Пагден, также возводящий ее первое проявление к Геродоту. По мнению антиковеда Э. Д. Фролова, уже в греко-персидские войны (V век до н. э.) «победоносное отражение греками вторжений персов на Балканский полуостров… проложило разграничительную черту между Азией и Европой, что на многие века негативно сказалось на процессе взаимодействия и сближения цивилизаций Востока и Запада». В то же время Фролов отмечает, что период эллинизма стал временем более общего, относительно продуктивного взаимодействия западных и восточных цивилизационных начал. Проф. И. И. Шевченко отмечал: «В литературе, минуя Гомера, эти понятия впервые встречаются у Геродота, который описал конфликт между греками (Запад) и персами (Восток). Вхождение этих понятий в историческое сознание эпохи поздней античности обусловлено административным делением поздней Римской империи на восточную и западную части. Граница между ними проходила по восточной границе земель, продолжаясь до девяностых годов XX века». Джей Рубенштейн отмечал, что столкновением цивилизаций стали, по крайней мере с позиции одной из сторон — крестоносцев, Крестовые походы. «В последующие века историки, прославляя или осуждая крестовые походы, видя их порожденными верой или колониальной жадностью, тем не менее обсуждали их с точки зрения ислама против христианства и Востока против Запада».
Ренато Ризалити замечал, что «первая широкая встреча интеллектуалов Востока и Запада после вековых споров» состоялась на знаменитом Соборе, проходившем во Флоренции и Ферраре с 1437 по 1439 гг., и санкционировавшем воссоединение католической, западной и православной, восточной Церквей (см. Ферраро-Флорентийский собор).
Как отмечает Г. Г. Пиков, «дихотомия „варварский Восток — цивилизованный Запад“, созданная еще в глубокой древности Геродотом и Аристотелем, проходит через всю историю общественной мысли средневековой Европы и получает свое завершение в „Духе законов“ Ш. Монтескьё и трудах А. де Токвиля».
Крис Ханн отмечал промышленный капитализм как Великое расхождение между Востоком и Западом в XIX веке.
В «Манифесте Коммунистической партии» отмечалось: «Буржуазия подчинила деревню господству города. Она … вырвала значительную часть населения из идиотизма деревенской жизни. Так же как деревню она сделала зависимой от города, так варварские и полуварварские страны она поставила в зависимость от стран цивилизованных, крестьянские народы — от буржуазных народов, Восток — от Запада».
Во время Холодной войны в 1957 Мао Цзэдун заявил: «Это война между двумя мирами. Западный Ветер не может одержать победу над Восточным Ветром, Восточный Ветер должен взять верх над Западным Ветром». В ходе развернувшейся в США дискуссии о возможном расширении НАТО на восток Джордж Фрост Кеннан, основоположник политики «сдерживания» Советского Союза, предупреждал, что «продвижение вперед по пути расширения приведет к усилению националистических, антизападных и милитаристских тенденций в российском сознании, … окажет негативное влияние на развитие российской демократии и вернет атмосферу холодной войны в отношения между Востоком и Западом».
Означенное Карлом Ясперсом «Осевое время», как отмечает Аверинцев С. С. в БРЭ, «послужило общим истоком для культур Востока и Запада, в силу чего противоположность между этими культурами оказывается заранее лишённой абсолютного характера». «Я даже сказал бы так: Запад — это своеобразный интеллектуальный полюс человеческой цивилизации, а Восток — духовный, с еще не до конца осознанным потенциалом. Культурным человек может быть лишь при условии гармонического овладения обоими полюсами», — высказывался Омельян Прицак.
Пол Гилрой отмечал замещение дихотомии «Восток — Запад» на «Север — Юг», упоминая окончание холодной войны.